# Eindhovense Handbal Vereniging
EHV (voluit: Eindhovense Handbal Vereniging) is een handbalvereniging uit Eindhoven. De vereniging werd opgericht in 1931.

## Geschiedenis

### Beginjaren (1931 - 1946)
De vereniging was ontstaan uit de Eindhovense TurnVereniging als aparte handbal-afdeling op 1 juni 1931. Niet veel later werd PSV Handbal opgericht en weer korte tijd daarna Nederlandsche Arbeiders Sport Bond. In de beginjaren werd er enkel elfhandbal gespeeld. De heren wisten in het seizoen 1935-1936 kampioen van district Zuid te worden door op 23 februari 1936 met 4-3 van PSV te winnen. Op 27 mei 1936 werden te Schiedam de voorronden voor het Nederlands Kampioenschap gehouden. Door twee overwinningen respectievelijk met 5-3 en 8-2 tegen Thor en Hellas werden goede vooruitzichten geschapen maar ging de beslissende wedstrijd tegen Niloc verloren.

### Afstoting turnvereniging en magere jaren (1946 - 1959)
Op 1 juni 1946 ging de afdeling handbal van ETV verder als zelfstandige vereniging onder de naam Eindhovense Handbal Vereniging. Op 15 juni 1946 verscheen het eerste clubblad van EHV en was er ook het allereerste bestuur. Uit het verenigingsarchief blijkt dat de vereniging startte met 21 dames- en 43 herenleden en 2 donateurs. Bij de viering van het vijfjarig bestaan bleek dat de vereniging flink gegroeid was, een stijging van meer dan honderd procent. De eerlijkheid gebiedt wel te zeggen dat een groot deel van deze stijging veroorzaakt werd door het grote aantal donateurs op dat moment. De stijging bij het aantal spelende leden bedroeg vijftig procent. Het jaar erna, 1952, was echter een 'donker jaar', zowel het eerste dames- als het eerste herenteam degradeerde naar de 2e klasse van het district, en het zou vele jaren duren voordat dit niveau weer gehaald werd.
In het begin van de jaren 50 werden de eerste pogingen ondernomen tot het spelen van zaalhandbal. Echter was het grootste probleem om sporthallen te vinden, vooral in de tweede helft van de jaren '50. De Philips jubileumhal was maar zeer sporadisch beschikbaar. Door steeds krimpende aandacht voor veldhandbal op nationaal niveau, begon voor EHV het bestaan van de vereniging op het spel te staan. De eerste pogingen om te trainen en te spelen werden op de Aalsterweg ondernomen, waarna men naar de Groenstraat "verhuisde". Op een zekere morgen bleken er allemaal meetpaaltjes in het veld geslagen te zijn en moest men het veld verlaten omdat er een tunnel onder het spoor zou komen. 
Gedurende een reeks van jaren was onze vereniging te gast op het zogeheten Scheerkwastterrein aan de Lijmbeekstraat. Toen ook dit veld moest verdwijnen, ging het nog slechter met de handbalvereniging. Weliswaar vond de club bij verschillende Eindhovense verenigingen (onder andere De Spechten, DBS. en Brabantia) gastvrijheid, maar het ontbreken van een eigen "home" zorgde voor een leegloop bij de club. Er deden nog slecht 2 herenteams mee aan de competitie en ternauwernood werd de opheffing van EHV ontweken.

### De oplevering (1959 - 1981)
Met vreugde bij de club werd op 27 september 1959, met behulp van de stichting het sportpark Eindhoven, een eigen veld in gebruik genomen in het sportpark aan de Botenlaan. Ook begon in deze tijd de opmars van het eerste damesteam. Vanuit de 3e klasse in de afdeling werd in enkele jaren de landelijke 1e klasse zaalhandbal bereikt, en wist men acht maal achter elkaar het kampioenschap van de hoogste klasse op het veld te behalen.
Ook de heren wisten hun positie te verbeteren in deze jaren, hetgeen uiteindelijk resulteerde, na het kampioenschap in de 2e districtsklasse elfhandbal, in promotie naar de 1e districtsklasse na 2 gewonnen wedstrijden tegen Blauw-Wit uit Neerbeek. Het elfhandbal stond onder grote druk en het seizoen 1969/1970 was het laatste seizoen dat er nog elfhandbal werd gespeeld in het Zuiden. Van nu af aan werd er alleen nog maar zevenhandbal gespeeld. Langzamerhand werden steeds meer hallen beschikbaar en gebouwd en werd er verder gebouwd op zaalhandbal.
Op 1 juni 1971 bestond EHV 40 jaar. Dit werd gevierd met tal van activiteiten, zoals internationale toernooien voor alle leeftijdsklassen, een reis voor de jeugdleden en een grootse feestavond. Tijdens de jubileumreceptie worden Theo Gommans en Bart van de Broek tot erelid en Leo van de Heuvel tot lid van verdienste benoemd. Tijdens de Algemene Leden-vergadering van 1973 escaleerden de problemen die al in 1972 waren begonnen. Tijdens de vergadering werd er een motie van wantrouwen ingediend die met meerderheid van stemmen werd aangenomen. Het bestuur trok zijn conclusie hieruit en stelden hun functies ter beschikking. Zij verlieten de vergadering met medeneming van alle gegevens zodat een zinnige voortzetting van deze Algemene Ledenvergadering niet mogelijk was. Er werd een Commissie van Goede Diensten benoemd die als taak kreeg "het innemen van de eigendommen van de vereniging welke thans in bezit zijn van de afgetreden bestuursleden zodat het te kiezen voorlopige bestuur zijn werkzaamheden kan verrichten". Ook zou deze commissie het voorlopige bestuur bijstaan in het zoeken naar kandidaten voor de diverse opengevallen functies. Het resultaat van deze Algemene Vergadering haalde zelfs de regionale pers. Tijdens een Buitengewone Ledenvergadering werd een nieuw bestuur gekozen en werden alle vacante plaatsen in de diverse commissie opgevuld.
Ook belangrijk was ook in de jaren '70 de verbetering van de accommodatie. EHV was de allereerste handbalclub die de beschikking had over 2 verharde velden. In oktober 1975 kwam er een nieuw hoogtepunt in de verbetering van de accommodatie. Voorzitter Theo Gommans schreef vele brieven naar de Gemeente Eindhoven en had diverse gesprekken met de wethouder van Sportzaken en de beheerder van het sportpark aan de Botenlaan. Hierdoor kreeg de club in 1975 ook de beschikking over 4 kleedlokalen, scheidrechterkamer, douche's, wc's en centrale verwarming en bovendien een koffieshop. Bij de koffieshop kon na afloop van de trainingen en de thuiswedstrijden wat gedronken kon worden. Op zaterdagmiddag was de koffieshop geopend en kon men een kaartje leggen of herinneringen ophalen. Ook werd de koffieshop gebruikt als vertrekpunt bij uitwedstrijden. De koffieshop is de voorloper van de toekomstige kantine.
In oktober 1978 werd er gestart met de voorbereiding van de bouw van een kantine. Een strenge winter gooide echter roet in het eten en er moest tot eind februari 1979 gewacht worden met het zetten van de eerste muren. Baldadige kinderen gooiden op een zaterdagavond alle muren, die na een dag van hard werken overeind stonden, omver. Ook van de gebruikelijke diefstallen tijdens de bouw bleven we niet gespaard. Na deze tegenslagen werd een bijna continu waakdienst in werking gezet, die gefunctioneerd heeft totdat de bouw klaar was. Op 16 juni 1979 kon de voorzitter van de bouwcommissie, na veel uur werk en bewaking, de sleutel van de kantine over dragen aan de heer Leo van de Heuvel, de toenmalige voorzitter van EHV. Met de opening van de kantine werd de financiële armslag van de vereniging versterkt.

### Sportieve prestaties (1981 - 2001)
Op l juni 1981 vierde de vereniging het vijftig jaar bestaan. Hierbij had de jubileumcommissie allerlei geldscheppende acties georganiseerd en een programma in elkaar gezet onder het motto "voor elk wat wils". Op het programma stonden onder andere een "gezellige dag voor welpen en pupillen in recreatieoord De Bergen", een toernooi en discoavond voor de aspiranten, een toernooi voor junioren, senioren en veteranen. Ook was er een grote feesttent werd een jubileumavond gehouden. Deze tent was geplaatst op een van de verharde velden. In 1982 degradeerden het eerste herenteam naar de 2e klasse, in 1986 promoveerden zij weer naar de 1e klasse. Later, in 1986, wordt de EHV-biljartvereniging opgericht. In het seizoen 1988/1989 degradeert het 1e damesteam van de 3e divisie naar de 1e klasse afdeling. Tijdens de veldcompetitie worden zij echter wel kampioen. In de jaren 1987, 1988 en 1989 werden de jongens aspiranten vijf maal kampioen (drie maal in de zaal en tweemaal op het veld).
Op 1 juni 1991 vierde de club het zestigjarig bestaan. Ook nu is er een gevarieerd programma in elkaar gezet met onder andere een tienkamp, een veteranentoernooi, een jeugdtoernooi, een mixtoernooi met barbecue en een verenigingsreis naar Phantasialand. Na de jubileumreceptie werd er een geslaagde feestavond gehouden.
Het seizoen 2000/2001 werd het eerste seizoen dat zowel het eerste heren- als damesteam op nationaal niveau speelden, beide in de 3e divisie.

### Afslanken naar lager niveau (2001 - heden)
Langzamerhand zakte de eerste seniorenteams weer terug naar de regionale klassen. Ook nam het ledenaantal gestaag af. Anno 2020 heeft de vereniging geen enkel herenteam ingeschreven bij het Nederlands Handbal Verbond. Het eerst damesteam speelt in de regionale tweede klasse.